# Pédopaysage

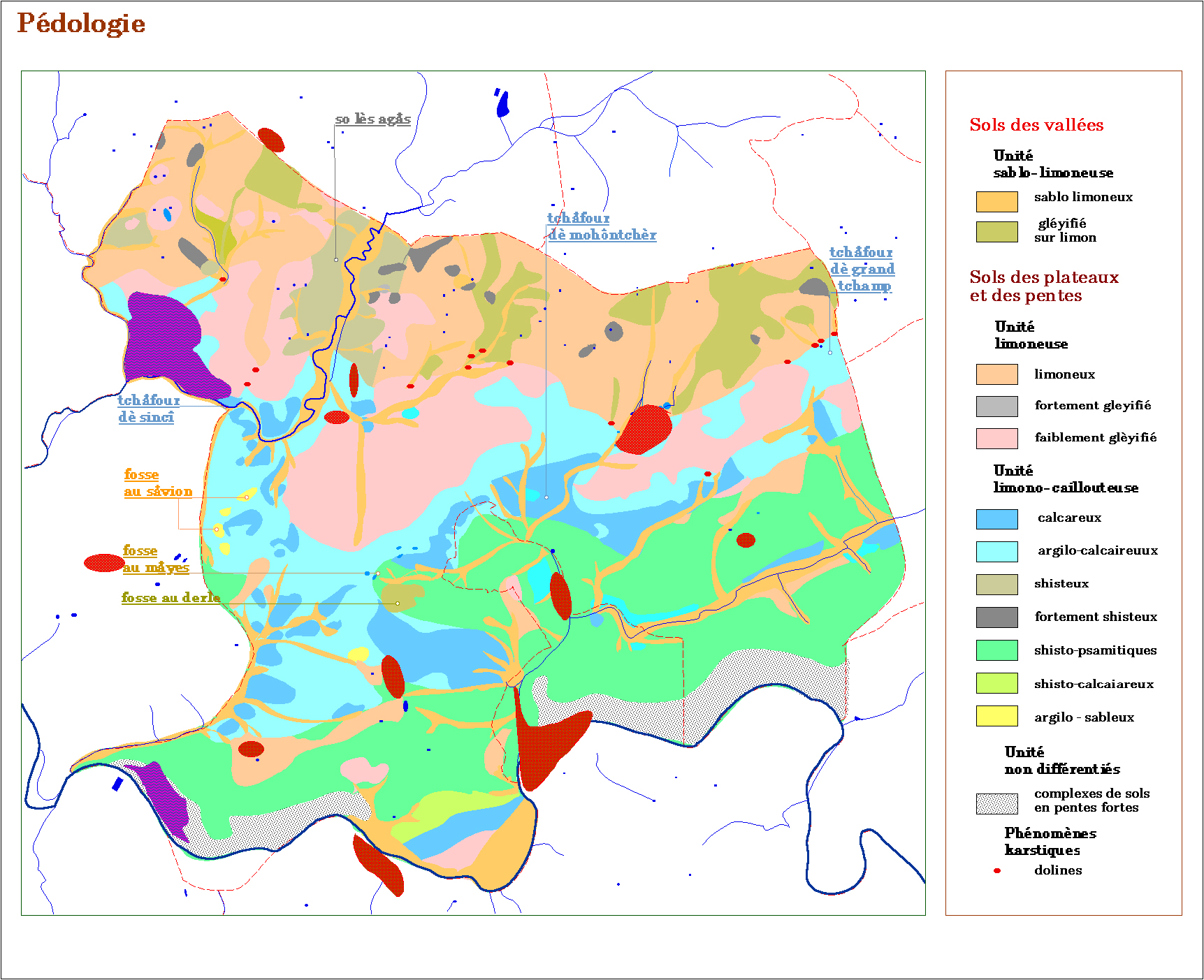
Exemple de carte pédologique (Commune d'Olne, en France).

Les pédopaysages (ou pédo-paysages) sont des représentations virtuelle et cartographique du « paysage » formé par la mosaïque des sols.
Ce « paysage » particulier est invisible à nos yeux car sous-jacent à la couverture végétale, mais il joue un rôle explicatif fondamental pour la végétation potentielle, et certains échecs de pratiques culturales ou sylvicoles. Il comporte un aspect tridimensionnel. Cette cartographie est aujourd’hui produite au moyen d'un système d'information géographique.

## Éléments plus précis de définition
Pour certains auteurs il s'agit en quelque sorte d'une « carte des sols », plus ou moins simplifiée.
Mais plus largement, pour d'autres, il s'agit de la représentation cartographiée de tous les éléments permettant de « caractériser dans son ensemble une (ou une partie d'une) couverture pédologique ».
Le pédo-paysage se superpose en partie à l'organisation spatiale permet de définir dans son ensemble une partie d'une couverture pédologique.
De même qu'on parle d'unités paysagères, on peut parler d'unités pédo-paysagères. Ces dernières sont considérés dans certaines approches d'étude des sols comme les « unités cartographiques de sols » (UCS) ; Ces entités cartographiques ont par exemple en Bretagne été représentées au 1/250 000 sur la base de sources très précises disponibles à l’échelle de la région. La carte des pédo-paysages du Loiret est par exemple disponible au 1/250 000

## Méthode
Depuis la fin des années 1980, une nouvelle cartographie des sols s'élabore progressivement, en compilant et analysant par différentes moyens, dont informatiques (« délimitation assistée », sur la base d’algorithmes de classification des sols,, et le cas échéant d'une modélisation) :
- des données locales plus ou moins interpolées, par exemple trouvées dans les banques régionales de données-sols [9], ou par exploration de données dans diverses autres bases de données[10] ;
- des données issues « reconnaissance et délimitation de motifs d'organisation spatiale » influencés par le sol[11] ;
- des données issues de l'imagerie aérienne[12] ;
- des données satellitaires (par exemple pour les zones désertiques non ou peu végétalisées)[13]
- des données issues de la base de données géographiques des pédo-paysages des Communautés Européennes[14] quand elle sera éventuellement complète et disponible.
- des données paléopédologiques (pour mesurer la stabilité ou le probable degré de résilience d'un paléopaysage)[15].

Des SIG et certains logiciels spécialisés peuvent aider les analystes cartographes ( « Digital Soil Mappers » ) qui créent les cartes de pédopaysages (ex :CLAPAs, créé par Jean-Marc Robbez-Masson, CLAPAS signifiant « CLAssement de PAysages et Segmentation » car ce logiciel est destiné à segmenter des images numériques en paysages sur la base de comparaisons des pixels avec les pixels de leur voisinage et des « unités cartographiques d'apprentissages » ou UcA(Robbez-Masson, 1994).

## Utilité
À la croisée de la pédologie et de la géomorphologie, les cartes de pédo-paysages traduisent ou reflètent la résultante de nombreux facteurs écopaysagers : végétation, microfaune du sol, météorologie, hydrologie, géomorphologie, type de substrat ou roche-mère. Localement, ils intègrent aussi les effets des activités humaines (artificialisation des sols ; imperméabilisation, dégradation, déforestation, drainage, érosion, qui s'est fortement accentuée et généralisée pour la période récente dite de l'anthropocène).
Les cartes de pédo-paysage, locales ou à l'échelle des petites régions naturelles sont donc utiles aux agronomes, pédologues, sylviculteurs, écologues ou paysagistes 
Elles montrent et expliquent la variabilité régionale des conditions pédologiques déterminant les types de sol, leur contraintes et fonctionnement. Elles permettent de mieux choisir le type d'agriculture, de culture, de sylviculture ou d'aménagement du territoire.
Elles peuvent aussi apporter des informations sur l'« écopotentialité » d'un milieu naturel, semi-naturel ou artificialisé, ou encore sur l'état ou l'évolution de divers services écosystémiques dont relatifs à l'eau et aux stockage du carbone dans le sol.